# تيكو (فين)
تیکو (بالفارسية: تیکو) هي قرية تقع في إيران في قسم فين الريفي. يقدر عدد سكانها بـ 40 نسمة .